# جورج فيلد
جورج فيلد (بالإنجليزية: George Field)‏ (1 مارس 1834 في المملكة المتحدة - 24 يوليو 1901) هو لاعب كريكت بريطاني (وحمل سابقاً جنسية المملكة المتحدة لبريطانيا العظمى وأيرلندا).

## وصلات خارجية
- جورج فيلد على موقع إي آس بي آن كريك إنفو (الإنجليزية)